# Копань (Марий Эл)
Копань (мар. Копон) — деревня в Горномарийском районе Марий Эл Российской Федерации. Входит в состав Емешевского сельского поселения.
Численность населения — 87 чел. (2015 год).

## География
Располагается в 5 км от административного центра сельского поселения — села Емешево, на правом берегу реки Волга, напротив пгт Юрино.

## История
Является старинной русской деревней, основанной в конце XVI века беглыми и переселёнными русскими крестьянами и бобылями из центральных уездов страны. По данным переписной книги 1646 года Копань состояла из четырёх частей: Большая Копань (34 двора), Средняя Копань (10 дворов), Луговая Копань (10 дворов), Гладкая Копань (12 дворов).

## Население
| 2002 | 2010 | 2013 | 2014 | 2015 |
| ---- | ---- | ---- | ---- | ---- |
| 119  | ↘79  | ↗88  | ↘85  | ↗87  |